# Глостер-Кортгауз (Вірджинія)
Глостер-Кортгауз (англ. Gloucester Courthouse) — переписна місцевість (CDP) в США, в окрузі Глостер штату Вірджинія. Населення — 3030 осіб (2020).

## Географія
Глостер-Кортгауз розташований за координатами 37°24′13″ пн. ш. 76°31′25″ зх. д. / 37.40361° пн. ш. 76.52361° зх. д. (37.403541, -76.523505).  За даними Бюро перепису населення США в 2010 році переписна місцевість мала площу 18,57 км², з яких 18,06 км² — суходіл та 0,51 км² — водойми.

## Демографія
Згідно з переписом 2010 року, у переписній місцевості мешкала 2951 особа в 1076 домогосподарствах у складі 691 родини. Густота населення становила 159 осіб/км².  Було 1149 помешкань (62/км²).
Расовий склад населення:
| - 84,6 % — білих - 11,6 % — чорних або афроамериканців - 1,3 % — азіатів - 0,2 % — корінних американців |

До двох чи більше рас належало 1,9 %. Частка іспаномовних становила 2,1 % від усіх жителів.
За віковим діапазоном населення розподілялося таким чином: 20,1 % — особи молодші 18 років, 56,7 % — особи у віці 18—64 років, 23,2 % — особи у віці 65 років та старші. Медіана віку мешканця становила 44,3 року. На 100 осіб жіночої статі у переписній місцевості припадало 86,1 чоловіків;  на 100 жінок у віці від 18 років та старших — 83,4 чоловіків також старших 18 років.
Середній дохід на одне домашнє господарство  становив 64 464 долари США (медіана — 54 919), а середній дохід на одну сім'ю — 84 761 долар (медіана — 85 799). За межею бідності перебувало 9,2 % осіб, у тому числі 7,1 % дітей у віці до 18 років та 0,0 % осіб у віці 65 років та старших.
Цивільне працевлаштоване населення становило 1087 осіб. Основні галузі зайнятості: мистецтво, розваги та відпочинок — 20,7 %, освіта, охорона здоров'я та соціальна допомога — 18,6 %, науковці, спеціалісти, менеджери — 13,2 %, публічна адміністрація — 12,2 %.